# Municipio de Simpson (Misuri)
El municipio de Simpson (en inglés: Simpson Township) es un municipio ubicado en el condado de Johnson en el estado estadounidense de Misuri. En el año 2010 tenía una población de 583 habitantes y una densidad poblacional de 4,99 personas por km².

## Geografía
El municipio de Simpson se encuentra ubicado en las coordenadas 38°52′55″N 93°39′25″O / 38.88194, -93.65694. Según la Oficina del Censo de los Estados Unidos, el municipio tiene una superficie total de 116.74 km², de la cual 116,34 km² corresponden a tierra firme y (0,34 %) 0,4 km² es agua.

## Demografía
Según el censo de 2010, había 583 personas residiendo en el municipio de Simpson. La densidad de población era de 4,99 hab./km². De los 583 habitantes, el municipio de Simpson estaba compuesto por el 95,37 % blancos, el 3,09 % eran afroamericanos, el 0,17 % eran amerindios, el 0,86 % eran de otras razas y el 0,51 % eran de una mezcla de razas. Del total de la población el 2,23 % eran hispanos o latinos de cualquier raza.